# Théorème de Frisch-Waugh
Le théorème de Frisch-Waugh ou théorème de Frisch-Waugh-Lovell est un théorème en économétrie nommé en référence à Ragnar Frisch, Frederick V. Waugh et Michael C. Lovell.

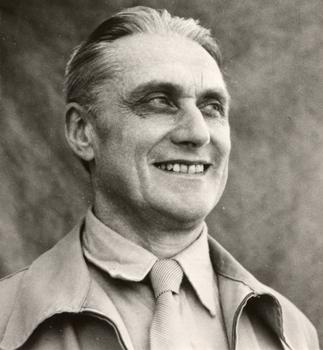
Ragnar Frisch

## Formalisation
Soit le modèle de régression linéaire suivant : 
{\displaystyle Y=X_{1}\beta _{1}+X_{2}\beta _{2}+u\!}
avec {\displaystyle X_{1}}  et {\displaystyle X_{2}} deux matrices de taille {\displaystyle n\times k_{1}} et {\displaystyle n\times k_{2}}.  
D'après le théorème de Frisch-Waugh, l'estimation du vecteur de coefficients {\displaystyle \beta _{2}} sera la même que dans le modèle linéaire suivant :
{\displaystyle M_{X_{1}}Y=M_{X_{1}}X_{2}\beta _{2}+M_{X_{1}}u\!,}
avec {\displaystyle M_{X_{1}}} la matrice de projection orthogonale sur le complément orthogonal de l'espace vectoriel engendré par les colonnes de {\displaystyle X_{1}} : 
{\displaystyle M_{X_{1}}=I-X_{1}(X_{1}'X_{1})^{-1}X_{1}'.\!}